# سانكوفا (رمز)

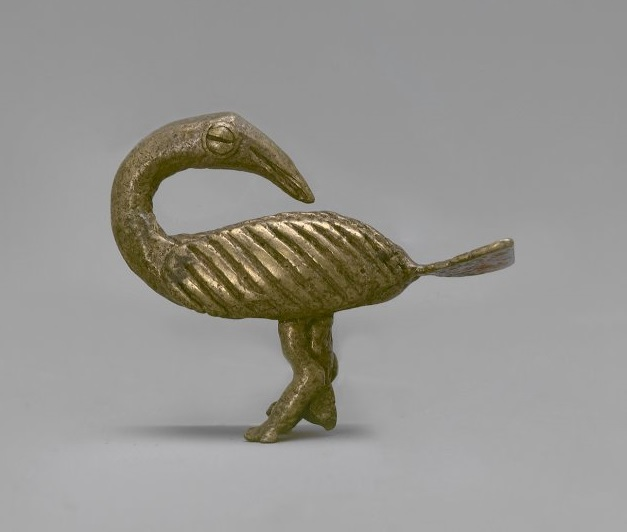
سانكوفا مصنوع من الذهب.

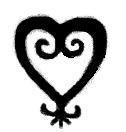
سانكوفا على صورة قلب تقليدي الشكل.

سانكوفا أو سَنكُوفَا (بالإنجليزية: Sankofa)‏ هي كلمة توجد في لغتي أكان توي وفانتي الغانيتان. وترجمتها تعني «عُدْ وخُذْه» على هذا النحو (سان: للعودة أو الرجوع، كو: للانطلاق أو السعي، فا: انظر، ابحث، وخذ)، وتُحيل أيضًا إلى رمز آدينكرا [الإنجليزية] الخاص بشعب بونو [الإنجليزية] الذي يُمثل إما على شكل قلب مُؤسلب (أي نمطي أو مجرد خالٍ من التفاصيل) أو على صورة طائر يتجه رأسه إلى الخلف بينما تتجه قدماه إلى الأمام ويحمل بيضة ثمينة في فمه أو يحاول التقاطها. وترتبط هذه الكلمة سانكوفا غالبًا بالمثل الذي يُضرب لشيء مُعين، مثل: "Se wo were fi na wosankofa a yenkyi" أو "Sankofa w’onkyir" والذي ترجمته تعني «ليس من الخطأ العودة إلى الذي غفلت عنه». والمثل يدعو ويناشد الأفارقة العودةَ إلى التاريخ القديم وإلى التقاليد والعادات البدئية التي خُلِّفت وراء ظهورهم، ما يعني أهمية دراسة الماضي أو البدايات. ولظهور هذا الرمز في ثقافة هذا الشعب بشكل متكرر فهو يشير إلى فكرة أنه من خلال تذكر الماضي يمكننا فهم المستقبل.
وبالإضافة إلى استخدام هذا الرمز على الأقمشة في غانا، فإنَّ شكل سانكوفا كقلبٍ هو تصميم شائع على بوابات الولايات المتحدة، خاصةً في مدينة نيويورك. أما في بروكلين، فالقلب موضوع بشكل مقلوب على بوابات مباني براونستون السكنية.
يظهر طائر السانكوفا بشكل متكرر في الفن الأكاني التقليدي [الإنجليزية]، كما اتخذ كرمز مهم في سياق الأفارقة الأمريكيين والأفارقة في الشتات لتمثيل الحاجة إلى التفكير في الماضي لبناء مستقبل موفق. إنه واحد من رموز آدينكرا الأكثر شيوعًا، والذي يظهر منقوشا على المجوهرات ويتخذ كوشومٍ كما يُوضع على الملابس الحديثة.